# Либијола (Мантова)
Либијола је насеље у Италији у округу Мантова, региону Ломбардија.
Према процени из 2011. у насељу је живело 788 становника. Насеље се налази на надморској висини од 13 м.